# Elisabeth của Áo, Vương hậu Pháp
Elisabeth của Áo (tiếng Pháp: Élisabeth d'Autriche; 5 tháng 7 năm 1554 – 22 tháng 1 năm 1592) là Vương hậu nước Pháp từ năm 1570 đến năm 1574 thông qua cuộc hôn nhân với Charles IX của Pháp. Là thành viên của Vương tộc Habsburg, Elisabeth là con gái của Maximilian II, Hoàng đế La Mã Thần thánh và María của Tây Ban Nha.

## Đầu đời
Elisabeth của Áo là người con thứ năm và là con gái thứ hai trong số tổng mười sáu người con của Maximilian II, Hoàng đế La Mã Thần thánh và María của Tây Ban Nha, trong đó có tám người con sống sót đến tuổi trưởng thành. Trong suốt thời thơ ấu, Elisabeth sống với chị gái Anna và em trai Matthias trong một ngôi nhà tạm tại khu vườn của Stallburg mới xây dựng, một phần của quần thể Cung điện Hofburg tại Viên. Các chị em tận hưởng một tuổi thơ được hưởng đặc quyền và biệt lập, và được nuôi dưỡng theo đạo Công giáo La Mã. Cha bà, Maximilian, thường xuyên đến thăm Hoàng nữ và Elisabeth dường như là đứa con được Hoàng đế yêu thích nhất. Elisabeth giống cha không chỉ về ngoại hình mà còn về tính cách, khi cô cũng thông minh và quyến rũ như ông.
Với làn da trắng mịn không tì vết, mái tóc vàng dài và vóc dáng hoàn hảo, Elisabeth được coi là một trong những mỹ nhân đẹp nhất thời bấy giờ. Hoàng nữ cũng được coi là người đoan trang, ngoan đạo và ấm áp nhưng vô cùng ngây thơ vì được nuôi dạy trong sự bao bọc. Tuy nhiên, Elisabeth lại có năng khiếu về mặt trí tuệ. Các anh trai của cô được nhà văn và nhà ngoại giao người Vlaanderen Ogier Ghiselin de Busbecq dạy. Vị Hoàng nữ hiếu kì gia nhập ngay sau đó và thậm chí còn làm lu mờ các anh trai trong việc học. Mẹ của Elisabeth là María đích thân giám sát việc giáo dục tôn giáo của các cô con gái, và ngay từ khi còn nhỏ, Elisabeth ấn tượng với vị thánh cùng tên là Elisabeth của Hungary và đã lấy vị thánh làm hình mẫu.
Ngay từ rất sớm, vào khoảng năm 1559, một cuộc hôn nhân giữa Elisabeth và Charles, Công tước xứ Orléans được đề xuất. Năm 1562, vị nguyên soái De Vieilleville, một thành viên của phái đoàn Pháp được cử đến Viên khi nhìn thấy vị Hoàng nữ tám tuổi, đã thốt lên: "Thưa Bệ hạ, đây là Vương hậu nước Pháp!". Mặc dù Vieilleville không có thẩm quyền đưa ra lời đề nghị, nhưng ông nội của Elisabeth là Hoàng đế Ferdinand I lại tỏ ra quan tâm: hai triều đình đã trao đổi quà tặng và bắt đầu liên lạc - nhưng không ai bận tâm trong việc dạy tiếng Pháp cho vị Hoàng nữ trẻ.

## Vương hậu Pháp
Chỉ đến năm 1569, sau khi kế hoạch kết hôn với Frederik II của Đan Mạch và Sebastião của Bồ Đào Nha thất bại, lời đề nghị của Pháp mới được xem xét nghiêm túc. Caterina de' Medici, mẹ của Công tước xứ Orléans và là người nắm quyền lực đằng sau ngai vàng, ban đầu ưa thích chị gái của Elisabeth là Anna, tuy nhiên Anna lại được chọn làm người vợ mới của Felipe II của Tây Ban Nha. Cuối cùng, Caterina de' Medici đồng ý chọn Elisabeth, vì nước Pháp hoàn toàn cần một cuộc hôn nhân Công giáo để chống lại phe Tin lành, những người Huguenot, cũng như để củng cố liên minh giữa Vương tộc Habsburg và Vương quyền Pháp.
Elisabeth lần đầu tiên kết hôn theo hình thức ủy quyền vào ngày 22 tháng 10 năm 1570 tại Nhà thờ Speyer. Chú của Elisabeth là Đại vương công Ferdinand của Áo-Tirol, đứng ra làm người ủy quyền cho Charles. Sau những lễ kỷ niệm dài, Elisabeth rời Áo vào ngày 4 tháng 11 cùng với các chức sắc cấp cao của Đức, bao gồm cả Tổng giám mục-Tuyển hầu tước xứ Trier. Do thời tiết xấu khi Elisabeth đến Pháp, trong khi mưa liên tục khiến đường sá không thể đi qua được, nên quyết định được đưa ra là tổ chức lễ cưới chính thức tại thị trấn biên giới nhỏ Mézières tại Champagne. Trước khi đến nơi, Elisabeth đã ở lại Sedan, nơi bà được hai người em rể là Henri, Công tước xứ Anjou và François, Công tước xứ Alençon chào đón. Tò mò về người vợ tương lai của mình, Charles đã cải trang thành một người lính và đến Sedan, nơi ông trà trộn vào đám đông triều thần để quan sát Elisabeth một cách bí mật trong khi Henri đang chỉ cho chị dâu kiến trúc của pháo đài Sedan. Charles được cho là rất vui mừng khi nhìn thấy Elisabeth.
Charles IX của Pháp và Elisabeth của Áo chính thức kết hôn vào ngày 26 tháng 11 năm 1570 tại Mézières, với Charles, Hồng y de Bourbon thực hiện buổi lễ. Đám cưới được tổ chức một cách rất xa hoa bất chấp tình hình tài chính tồi tệ của Pháp. Váy cưới của vị vương hậu mới được may bằng vải bạc rắc ngọc trai, và vương miện của Elisabeth được đính ngọc trai, ngọc lục bảo, kim cương, đá sapphire và hồng ngọc.
Do chuyến đi khó khăn và thời tiết lạnh giá, vào đầu năm 1571 Elisabeth lâm bệnh. Vì lễ cưới diễn ra tại nơi xa Paris, nên mãi đến mùa xuân, liên minh Đức-Pháp mới được tổ chức lại một lần nữa với những bữa tiệc xa hoa tại thủ đô. Vào ngày 25 tháng 3 năm 1571, Elisabeth được Tổng giám mục Reims tấn phong làm Vương hậu nước Pháp tại Vương cung thánh đường Thánh Denis. Elisabeth chính thức đặt chân vào Paris bốn ngày sau đó, vào ngày 29 tháng 3, và sau đó biến mất khỏi công chúng.
Elisabeth rất vui mừng về Henri đến nỗi để mọi người đều thích thú, bà đã không ngần ngại hôn chồng trước mặt mọi người. Tuy nhiên, Charles IX đã có một tình nhân lâu năm là Marie Touchet, người có một câu nói nổi tiếng: "Cô gái người Đức không làm ta sợ" (L'Allemande ne me fait pas peur). Sau một thời gian ngắn say mê cô dâu của mình, Charles IX đã sớm quay về với tình nhân. Tuy nhiên, cặp đôi hoàng gia  có mối quan hệ nồng ấm và luôn ủng hộ nhau. Charles nhận ra rằng cách hành xử tự do của Triều đình Pháp có thể khiến Elisabeth bị sốc và cùng với mẹ mình, đã nỗ lực bảo vệ Elisabeth khỏi sự thái quá đó. Ngoài ra, Catarina de' Medici còn đảm bảo rằng con dâu mới của mình không được tham gia vào các công việc nhà nước.
Elisabeth nói tiếng Đức, Tây Ban Nha, Latinh và Ý lưu loát, nhưng lại gặp khó khăn trong việc học tiếng Pháp. Elisabeth cảm thấy cô đơn trong cung điện nước Pháp sôi động và hỗn loạn, tuy nhiên, một trong số ít người bạn của Elisabeth là em dâu Marguerite của Valois, người không được biết đến vì đức hạnh của mình. Busbecq, người gia sư cũ đi cùng Elisabeth sang Pháp, được phong làm Viên thị thần, và Madeleine xứ Savoia được bổ nhiệm làm Première dame d'honneur.
Elisabeth, bị sốc bởi lối sống phóng túng của triều đình Pháp, đã dành thời gian cho công việc thêu thùa, đọc sách và đặc biệt là thực hành các công việc từ thiện và đạo đức. Bà vẫn tiếp tục tham dự thánh lễ hai lần một ngày và vô cùng kinh ngạc trước sự thiếu tôn trọng đối với tôn giáo của những cận thần theo Công giáo. Hành động gây tranh cãi duy nhất của Elisabeth là từ chối sự chú ý của các chính trị gia và cận thần Tin lành bằng cách từ chối cho phép nhà lãnh đạo Huguenot, Gaspard II de Coligny hôn tay mình khi ông tỏ lòng tôn kính với vương thất.
Mặc dù phản đối mạnh mẽ đạo Tin Lành tại Pháp, Elisabeth vẫn vô cùng kinh hoàng khi nhận được tin về vụ thảm sát Ngày Thánh Bartholomew bắt đầu vào ngày 24 tháng 8 năm 1572 và kéo dài trong nhiều ngày sau đó, khi hàng ngàn người Tin Lành người Pháp bị thảm sát tại Paris. Theo Brantôme, sáng hôm sau, khi nghe một người trong đoàn tùy tùng kể lại về vụ thảm sát, Elisabeth đã vô cùng sốc và hỏi Nhà vua liệu có biết về chuyện này. Khi biết rằng Charles không chỉ biết về điều đó mà còn là người khởi xướng, Elisabeth đã thốt lên: "Ôi, Chúa ơi! Chuyện gì thế này? Những cố vấn đã cho ngài ấy lời khuyên như vậy là ai? Chúa ơi, con cầu xin Người hãy tha thứ cho ngài ấy..." Sau đó, Elisabeth xin quyển kinh và bắt đầu cầu nguyện. Trong những ngày đó, Elisabeth đã nhận được đơn thỉnh cầu được lên tiếng vì những người vô tội, và bà đã đảm bảo được lời hứa sẽ tha mạng cho những người Tin lành nước ngoài (đặc biệt là nhiều người Đức). Vào thời điểm đó, Elisabeth đã mang thai khá lâu (được bảy tháng), và không công khai vui mừng trước hàng loạt cái chết như những người Công giáo nổi tiếng khác.
Hai tháng sau, vào ngày 27 tháng 10 năm 1572, Elisabeth sinh người con đầu lòng và duy nhất, là một bé gái tại Cung điện Louvre. Đứa bé được đặt tên là Marie Élisabeth theo tên bà ngoại là Hoàng hậu María, và Nữ vương Elizabeth I của Anh, những người mẹ đỡ đầu của vương nữ. Vào thời điểm Marie Élisabeth chào đời, sức khỏe của Nhà vua suy yếu nhanh chóng, và sau thời gian dài đau khổ, trong đó Elisabeth luôn âm thầm ủng hộ và cầu nguyện cho chồng bình phục, Charles IX đã qua đời vào ngày 30 tháng 5 năm 1574. Theo Brantôme, Elisabeth đã khóc "những giọt nước mắt dịu dàng và thầm kín" bên giường bệnh của chồng.
Sau khi hoàn thành thời gian để tang 40 ngày, Elisabeth, lúc bấy giờ được gọi là la Reine blanche (Vương hậu Trắng), đã bị cha ép buộc phải trở về Viên. Không lâu trước đó, Hoàng đế Maximilian II đã sắp xếp một cuộc hôn nhân mới cho con gái mình, lần này là với em trai, cũng như người kế vị của Charles IX là Henri III của Pháp. Tuy nhiên, cả Elisabeth và Henri đều kiên quyết từ chối. Bằng văn bản có hiệu lực ngày 21 tháng 11 năm 1575, Henri III đã trao cho Thái hậu Bá quốc La Marche làm của hồi môn; Ngoài ra, Elisabeth còn nhận được tước hiệu Nữ Công tước xứ Berry và vào năm 1577, bà nhận được các công quốc Auvergne và Bourbon để đổi lại. Ngày 28 tháng 8 năm 1575, Elisabeth đến thăm con gái Marie Élisabeth gần ba tuổi tại Amboise lần cuối, và vào ngày 5 tháng 12, bà rời Paris.

## Góa phụ và qua đời

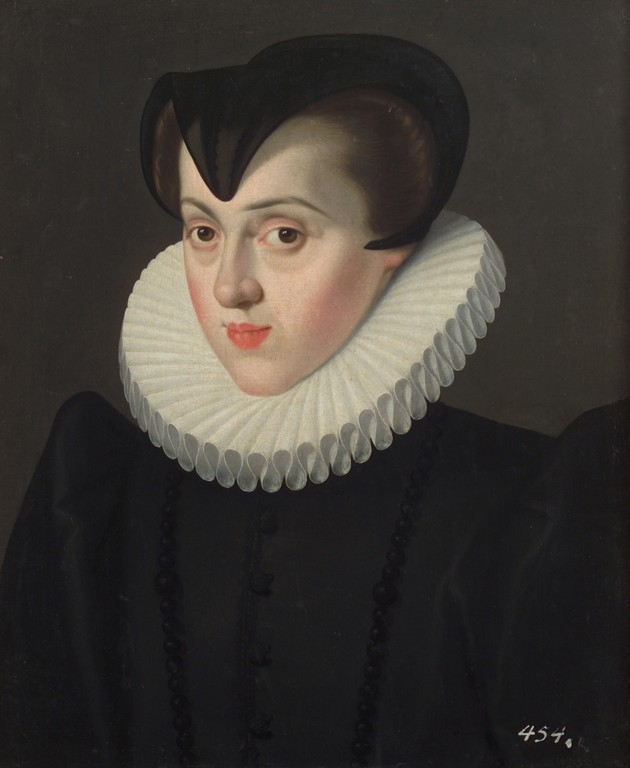
Elisabeth trong trang phục góa phụ. Tranh của Jakob de Monte, khoảng năm 1580.

Trở lại Viên, Elisabeth sống tại ngôi nhà thời thơ ấu của mình, Stallburg. Vào ngày 12 tháng 10 năm 1576, người cha yêu dấu của bà là Maximilian II qua đời, và anh trai bà là Rudolf II lên kế vị ngai vàng Hoàng đế La Mã Thần thánh. Bi kịch cuối cùng của Elisabeth xảy ra vào ngày 2 tháng 4 năm 1578, khi cô con gái năm tuổi rưỡi Marie Élisabeth qua đời. Khi có lời cầu hôn mới, lần này là từ Felipe II của Tây Ban Nha sau cái chết của chị gái Anna vào năm 1580, Elisabeth lại từ chối; Theo Brantôme, Elisabeth đã đáp lại lời đề nghị bằng câu nói nổi tiếng: "Các Vương hậu nước Pháp không tái hôn" (Les Reines de France ne se remarient point), như Blanca của Navarra, góa phụ của Philippe VI đã từng nói.
Tại Pháp, nơi Busbecq quản lý tài sản của mình, Elisabeth đã cho xây dựng một ngôi trường Dòng Tên tại Bourges, mặc dù chưa bao giờ nhận được doanh thu từ đất đai của mình. Đầu năm 1580, Elisabeth mua một số đất gần Stallburg và thành lập Tu viện Dòng Chị Em Thanh Bần Mary, Nữ vương của các Thiên thần (Klarissinnenkloster Maria, Königin der Engel), còn được gọi là Tu viện Nữ vương (Königinkloster). Từ đó, Elisabeth dành cả cuộc đời để noi gương thánh bổn mạng của tu viện trong việc thực hành lòng đạo đức, cứu trợ người nghèo và chăm sóc sức khỏe. Ngay cả những cô con gái nghèo khó của giới quý tộc cũng nhận được sự ủng hộ của bà. Elisabeth cũng tài trợ cho việc trùng tu Nhà nguyện Các Thánh tại Hradčany, Praha, nơi đã bị phá hủy trong một trận hỏa hoạn năm 1541. Elisabeth cũng mua được một số thánh tích cho tu viện của mình. Năm 1588, với sự đồng ý của em trai là Maximilian, với tư cách là Phó giám mục của Hiệp sĩ Teuton, một số hài cốt của Thánh Elisabeth nước Hungary đã được gửi đến cho Elisabeth từ Marburg.
Sau khi rời nước Pháp, Elisabeth vẫn duy trì mối quan hệ thư từ thường xuyên với em dâu là Vương hậu Marguerite, và khi Marguerite bị xa lánh khỏi phần còn lại của vương thất, bà đã dành một nửa số nguồn thu từ Pháp cho Elisabeth. Brantôme kể rằng có một lần, Elisabeth đã gửi cho Marguerite hai cuốn sách do mình viết (hiện đã thất lạc): một tác phẩm sùng đạo (Về Lời Chúa) và một tác phẩm lịch sử (Về những sự kiện quan trọng xảy ra ở Pháp vào thời của bà).
Elisabeth qua đời vào ngày 22 tháng 1 năm 1592 do bệnh viêm màng phổi, và được chôn cất dưới một phiến đá cẩm thạch trong nhà thờ tu viện của mình. Về cái chết của Elisabeth, Brantôme đã viết:
Khi bà qua đời, Hoàng hậu [...] (mẹ bà) đã nói [...] "El mejor de nosotros es muerto" (Người tốt nhất trong chúng ta đã chết).
Trong quá trình cải cách theo chủ nghĩa Joseph, tu viện của Elisabeth đã bị đóng cửa vào năm 1782 để xây dựng Nhà thờ Luther Thành phố. Theo lệnh của Hoàng đế Joseph II, hài cốt của Elisabeth đã được chuyển đến một trong những hầm mộ bên dưới Nhà thờ Thánh Stephan, Viên.
Trong di chúc của mình, Elisabeth đã quyên góp tiền không chỉ cho người nghèo và người bệnh, mà còn bao gồm cả quỹ cầu nguyện cho người chồng quá cố của bà tại nhà thờ của tu viện. Các cuốn sách tiếng Tây Ban Nha, Đức, Pháp, Ý và Latinh từ thư viện của Elisabeth, một số tác phẩm của nhà truyền giáo Dòng Tên Georg Scherer, một cuốn sách tiên tri của nhà chiêm tinh người Pháp Nostradamus được viết vào năm 1571, và vở kịch Antigone, viết bởi nhà thơ Hy Lạp cổ đại Sophocles được để lại cho anh trai bà là Hoàng đế Rudolf II. Chiếc nhẫn cưới của Elisabeth được trao cho một người anh trai khác là Ernst của Áo.

## Tổ tiên
| \| \| \| \| \| \| \| \| \| \| \| \| \| \| 16. Maximilian I của Thánh chế La Mã (= 24) \| \| \| \| \| \| \| \| \| \| \| \| \| \| \| \| \| \| \| \| \| \| \| \| \| \| \| \| \| \| \| \| \| \| \| \| \| \| \| \| \| \| \| \| \| \| \| \| \| \| \| \| \| \| \| \| \| \| \| \| 8. Philipp của Áo[15] \| \| \| \| \| \| \| \| \| \| \| \| \| \| \| \| \| \| \| \| \| \| \| \| \| \| \| \| \| \| \| \| \| \| \| \| \| \| \| \| \| \| \| \| \| \| \| \| \| \| \| \| \| \| \| \| \| \| \| \| \| \| \| \| \| \| \| \| \| \| \| \| 17. Marie I xứ Bourgogne (= 25) \| \| \| \| \| \| \| \| \| \| \| \| \| \| \| \| \| \| \| \| \| \| \| \| \| \| \| \| \| \| \| \| \| \| \| \| \| \| \| \| \| \| \| \| \| \| \| \| \| \| \| \| \| \| \| \| \| \| \| \| \| \| \| \| \| \| \| \| \| \| \| \| 4. Ferdinand I của Thánh chế La Mã[16] \| \| \| \| \| \| \| \| \| \| \| \| \| \| \| \| \| \| \| \| \| \| \| \| \| \| \| \| \| \| \| \| \| \| \| \| \| \| \| \| \| \| \| \| \| \| \| \| \| \| \| \| \| \| \| \| \| \| \| \| \| \| \| \| \| \| \| \| \| \| \| \| 18. Ferrando II của Aragón (=26, 30) \| \| \| \| \| \| \| \| \| \| \| \| \| \| \| \| \| \| \| \| \| \| \| \| \| \| \| \| \| \| \| \| \| \| \| \| \| \| \| \| \| \| \| \| \| \| \| \| \| \| \| \| \| \| \| \| \| \| \| \| \| \| \| \| \| \| \| \| \| \| \| \| 9. Juana I của Castilla[17] \| \| \| \| \| \| \| \| \| \| \| \| \| \| \| \| \| \| \| \| \| \| \| \| \| \| \| \| \| \| \| \| \| \| \| \| \| \| \| \| \| \| \| \| \| \| \| \| \| \| \| \| \| \| \| \| \| \| \| \| \| \| \| \| \| \| \| \| \| \| \| \| 19. Isabel I của Castilla (=27, 31) \| \| \| \| \| \| \| \| \| \| \| \| \| \| \| \| \| \| \| \| \| \| \| \| \| \| \| \| \| \| \| \| \| \| \| \| \| \| \| \| \| \| \| \| \| \| \| \| \| \| \| \| \| \| \| \| \| \| \| \| \| \| \| \| \| \| \| \| \| \| \| \| 2. Maximilian II của Thánh chế La Mã \| \| \| \| \| \| \| \| \| \| \| \| \| \| \| \| \| \| \| \| \| \| \| \| \| \| \| \| \| \| \| \| \| \| \| \| \| \| \| \| \| \| \| \| \| \| \| \| \| \| \| \| \| \| \| \| \| \| \| \| \| \| \| \| \| \| \| \| \| \| \| \| 20. Kazimierz IV Jagiellończyk \| \| \| \| \| \| \| \| \| \| \| \| \| \| \| \| \| \| \| \| \| \| \| \| \| \| \| \| \| \| \| \| \| \| \| \| \| \| \| \| \| \| \| \| \| \| \| \| \| \| \| \| \| \| \| \| \| \| \| \| \| \| \| \| \| \| \| \| \| \| \| \| 10. Ulászló II của Hungary[18] \| \| \| \| \| \| \| \| \| \| \| \| \| \| \| \| \| \| \| \| \| \| \| \| \| \| \| \| \| \| \| \| \| \| \| \| \| \| \| \| \| \| \| \| \| \| \| \| \| \| \| \| \| \| \| \| \| \| \| \| \| \| \| \| \| \| \| \| \| \| \| \| 21. Elisabeth của Áo và Hungary \| \| \| \| \| \| \| \| \| \| \| \| \| \| \| \| \| \| \| \| \| \| \| \| \| \| \| \| \| \| \| \| \| \| \| \| \| \| \| \| \| \| \| \| \| \| \| \| \| \| \| \| \| \| \| \| \| \| \| \| \| \| \| \| \| \| \| \| \| \| \| \| 5. Anna của Bohemia và Hungary[16] \| \| \| \| \| \| \| \| \| \| \| \| \| \| \| \| \| \| \| \| \| \| \| \| \| \| \| \| \| \| \| \| \| \| \| \| \| \| \| \| \| \| \| \| \| \| \| \| \| \| \| \| \| \| \| \| \| \| \| \| \| \| \| \| \| \| \| \| \| \| \| \| 22. Gaston II xứ Foix-Candale \| \| \| \| \| \| \| \| \| \| \| \| \| \| \| \| \| \| \| \| \| \| \| \| \| \| \| \| \| \| \| \| \| \| \| \| \| \| \| \| \| \| \| \| \| \| \| \| \| \| \| \| \| \| \| \| \| \| \| \| \| \| \| \| \| \| \| \| \| \| \| \| 11. Anne xứ Foix-Candale[18] \| \| \| \| \| \| \| \| \| \| \| \| \| \| \| \| \| \| \| \| \| \| \| \| \| \| \| \| \| \| \| \| \| \| \| \| \| \| \| \| \| \| \| \| \| \| \| \| \| \| \| \| \| \| \| \| \| \| \| \| \| \| \| \| \| \| \| \| \| \| \| \| 23. Catherine xứ Foix \| \| \| \| \| \| \| \| \| \| \| \| \| \| \| \| \| \| \| \| \| \| \| \| \| \| \| \| \| \| \| \| \| \| \| \| \| \| \| \| \| \| \| \| \| \| \| \| \| \| \| \| \| \| \| \| \| \| \| \| \| \| \| \| \| \| \| \| \| \| \| \| 1. Elisabeth của Áo \| \| \| \| \| \| \| \| \| \| \| \| \| \| \| \| \| \| \| \| \| \| \| \| \| \| \| \| \| \| \| \| \| \| \| \| \| \| \| \| \| \| \| \| \| \| \| \| \| \| \| \| \| \| \| \| \| \| \| \| \| \| \| \| \| \| \| \| \| \| \| \| 24. Maximilian I của Thánh chế La Mã (=16) \| \| \| \| \| \| \| \| \| \| \| \| \| \| \| \| \| \| \| \| \| \| \| \| \| \| \| \| \| \| \| \| \| \| \| \| \| \| \| \| \| \| \| \| \| \| \| \| \| \| \| \| \| \| \| \| \| \| \| \| \| \| \| \| \| \| \| \| \| \| \| \| 12. Philipp của Áo[19] (= 8) \| \| \| \| \| \| \| \| \| \| \| \| \| \| \| \| \| \| \| \| \| \| \| \| \| \| \| \| \| \| \| \| \| \| \| \| \| \| \| \| \| \| \| \| \| \| \| \| \| \| \| \| \| \| \| \| \| \| \| \| \| \| \| \| \| \| \| \| \| \| \| \| 25. Marie I xứ Bourgogne (=17) \| \| \| \| \| \| \| \| \| \| \| \| \| \| \| \| \| \| \| \| \| \| \| \| \| \| \| \| \| \| \| \| \| \| \| \| \| \| \| \| \| \| \| \| \| \| \| \| \| \| \| \| \| \| \| \| \| \| \| \| \| \| \| \| \| \| \| \| \| \| \| \| 6. Karl V của Thánh chế La Mã[20] \| \| \| \| \| \| \| \| \| \| \| \| \| \| \| \| \| \| \| \| \| \| \| \| \| \| \| \| \| \| \| \| \| \| \| \| \| \| \| \| \| \| \| \| \| \| \| \| \| \| \| \| \| \| \| \| \| \| \| \| \| \| \| \| \| \| \| \| \| \| \| \| 26. Ferrando II của Aragón (=18, 30) \| \| \| \| \| \| \| \| \| \| \| \| \| \| \| \| \| \| \| \| \| \| \| \| \| \| \| \| \| \| \| \| \| \| \| \| \| \| \| \| \| \| \| \| \| \| \| \| \| \| \| \| \| \| \| \| \| \| \| \| \| \| \| \| \| \| \| \| \| \| \| \| 13. Juana I của Castilla[19] (= 9) \| \| \| \| \| \| \| \| \| \| \| \| \| \| \| \| \| \| \| \| \| \| \| \| \| \| \| \| \| \| \| \| \| \| \| \| \| \| \| \| \| \| \| \| \| \| \| \| \| \| \| \| \| \| \| \| \| \| \| \| \| \| \| \| \| \| \| \| \| \| \| \| 27. Isabel I của Castilla (=19, 31) \| \| \| \| \| \| \| \| \| \| \| \| \| \| \| \| \| \| \| \| \| \| \| \| \| \| \| \| \| \| \| \| \| \| \| \| \| \| \| \| \| \| \| \| \| \| \| \| \| \| \| \| \| \| \| \| \| \| \| \| \| \| \| \| \| \| \| \| \| \| \| \| 3. María của Tây Ban Nha \| \| \| \| \| \| \| \| \| \| \| \| \| \| \| \| \| \| \| \| \| \| \| \| \| \| \| \| \| \| \| \| \| \| \| \| \| \| \| \| \| \| \| \| \| \| \| \| \| \| \| \| \| \| \| \| \| \| \| \| \| \| \| \| \| \| \| \| \| \| \| \| 28. Fernando của Bồ Đào Nha \| \| \| \| \| \| \| \| \| \| \| \| \| \| \| \| \| \| \| \| \| \| \| \| \| \| \| \| \| \| \| \| \| \| \| \| \| \| \| \| \| \| \| \| \| \| \| \| \| \| \| \| \| \| \| \| \| \| \| \| \| \| \| \| \| \| \| \| \| \| \| \| 14. Manuel I của Bồ Đào Nha[21] \| \| \| \| \| \| \| \| \| \| \| \| \| \| \| \| \| \| \| \| \| \| \| \| \| \| \| \| \| \| \| \| \| \| \| \| \| \| \| \| \| \| \| \| \| \| \| \| \| \| \| \| \| \| \| \| \| \| \| \| \| \| \| \| \| \| \| \| \| \| \| \| 29. Beatriz của Bồ Đào Nha \| \| \| \| \| \| \| \| \| \| \| \| \| \| \| \| \| \| \| \| \| \| \| \| \| \| \| \| \| \| \| \| \| \| \| \| \| \| \| \| \| \| \| \| \| \| \| \| \| \| \| \| \| \| \| \| \| \| \| \| \| \| \| \| \| \| \| \| \| \| \| \| 7. Isabel của Bồ Đào Nha[20] \| \| \| \| \| \| \| \| \| \| \| \| \| \| \| \| \| \| \| \| \| \| \| \| \| \| \| \| \| \| \| \| \| \| \| \| \| \| \| \| \| \| \| \| \| \| \| \| \| \| \| \| \| \| \| \| \| \| \| \| \| \| \| \| \| \| \| \| \| \| \| \| 30. Ferrando II của Aragón (=18, 26) \| \| \| \| \| \| \| \| \| \| \| \| \| \| \| \| \| \| \| \| \| \| \| \| \| \| \| \| \| \| \| \| \| \| \| \| \| \| \| \| \| \| \| \| \| \| \| \| \| \| \| \| \| \| \| \| \| \| \| \| \| \| \| \| \| \| \| \| \| \| \| \| 15. María của Aragón và Castilla[21] \| \| \| \| \| \| \| \| \| \| \| \| \| \| \| \| \| \| \| \| \| \| \| \| \| \| \| \| \| \| \| \| \| \| \| \| \| \| \| \| \| \| \| \| \| \| \| \| \| \| \| \| \| \| \| \| \| \| \| \| \| \| \| \| \| \| \| \| \| \| \| \| 31. Isabel I của Castilla (=19, 27) \| \| \| \| \| \| \| \| \| \| \| \| \| \| \| \| \| \| \| \| \| \| \| \| \| \| \| \| \| \| \| \| \| \| \| \| \| \| \| \| \| \| \| \| \| \| \| \| \| \| \| \| |                                            |  |  |  |  |  |  |  |  |  |  |  |                                             |  |  |  |
| |                                            |  |  |  |  |  |  |  |  |  |  |  | 16. Maximilian I của Thánh chế La Mã (= 24) |  |  |  |
| |                                            |  |  |  |  |  |  |  |  |  |  |  |                                             |  |  |  |
| |                                            |  |  |  |  |  |  |  |  |  |  |  |                                             |  |  |  |
| |                                            |  |  |  |  |  |  |  |  |  |  |  |                                             |  |  |  |
| | 8. Philipp của Áo                          |  |  |  |  |  |  |  |  |  |  |  |                                             |  |  |  |
| |                                            |  |  |  |  |  |  |  |  |  |  |  |                                             |  |  |  |
| |                                            |  |  |  |  |  |  |  |  |  |  |  |                                             |  |  |  |
| |                                            |  |  |  |  |  |  |  |  |  |  |  |                                             |  |  |  |
| | 17. Marie I xứ Bourgogne (= 25)            |  |  |  |  |  |  |  |  |  |  |  |                                             |  |  |  |
| |                                            |  |  |  |  |  |  |  |  |  |  |  |                                             |  |  |  |
| |                                            |  |  |  |  |  |  |  |  |  |  |  |                                             |  |  |  |
| |                                            |  |  |  |  |  |  |  |  |  |  |  |                                             |  |  |  |
| | 4. Ferdinand I của Thánh chế La Mã         |  |  |  |  |  |  |  |  |  |  |  |                                             |  |  |  |
| |                                            |  |  |  |  |  |  |  |  |  |  |  |                                             |  |  |  |
| |                                            |  |  |  |  |  |  |  |  |  |  |  |                                             |  |  |  |
| |                                            |  |  |  |  |  |  |  |  |  |  |  |                                             |  |  |  |
| | 18. Ferrando II của Aragón (=26, 30)       |  |  |  |  |  |  |  |  |  |  |  |                                             |  |  |  |
| |                                            |  |  |  |  |  |  |  |  |  |  |  |                                             |  |  |  |
| |                                            |  |  |  |  |  |  |  |  |  |  |  |                                             |  |  |  |
| |                                            |  |  |  |  |  |  |  |  |  |  |  |                                             |  |  |  |
| | 9. Juana I của Castilla                    |  |  |  |  |  |  |  |  |  |  |  |                                             |  |  |  |
| |                                            |  |  |  |  |  |  |  |  |  |  |  |                                             |  |  |  |
| |                                            |  |  |  |  |  |  |  |  |  |  |  |                                             |  |  |  |
| |                                            |  |  |  |  |  |  |  |  |  |  |  |                                             |  |  |  |
| | 19. Isabel I của Castilla (=27, 31)        |  |  |  |  |  |  |  |  |  |  |  |                                             |  |  |  |
| |                                            |  |  |  |  |  |  |  |  |  |  |  |                                             |  |  |  |
| |                                            |  |  |  |  |  |  |  |  |  |  |  |                                             |  |  |  |
| |                                            |  |  |  |  |  |  |  |  |  |  |  |                                             |  |  |  |
| | 2. Maximilian II của Thánh chế La Mã       |  |  |  |  |  |  |  |  |  |  |  |                                             |  |  |  |
| |                                            |  |  |  |  |  |  |  |  |  |  |  |                                             |  |  |  |
| |                                            |  |  |  |  |  |  |  |  |  |  |  |                                             |  |  |  |
| |                                            |  |  |  |  |  |  |  |  |  |  |  |                                             |  |  |  |
| | 20. Kazimierz IV Jagiellończyk             |  |  |  |  |  |  |  |  |  |  |  |                                             |  |  |  |
| |                                            |  |  |  |  |  |  |  |  |  |  |  |                                             |  |  |  |
| |                                            |  |  |  |  |  |  |  |  |  |  |  |                                             |  |  |  |
| |                                            |  |  |  |  |  |  |  |  |  |  |  |                                             |  |  |  |
| | 10. Ulászló II của Hungary                 |  |  |  |  |  |  |  |  |  |  |  |                                             |  |  |  |
| |                                            |  |  |  |  |  |  |  |  |  |  |  |                                             |  |  |  |
| |                                            |  |  |  |  |  |  |  |  |  |  |  |                                             |  |  |  |
| |                                            |  |  |  |  |  |  |  |  |  |  |  |                                             |  |  |  |
| | 21. Elisabeth của Áo và Hungary            |  |  |  |  |  |  |  |  |  |  |  |                                             |  |  |  |
| |                                            |  |  |  |  |  |  |  |  |  |  |  |                                             |  |  |  |
| |                                            |  |  |  |  |  |  |  |  |  |  |  |                                             |  |  |  |
| |                                            |  |  |  |  |  |  |  |  |  |  |  |                                             |  |  |  |
| | 5. Anna của Bohemia và Hungary             |  |  |  |  |  |  |  |  |  |  |  |                                             |  |  |  |
| |                                            |  |  |  |  |  |  |  |  |  |  |  |                                             |  |  |  |
| |                                            |  |  |  |  |  |  |  |  |  |  |  |                                             |  |  |  |
| |                                            |  |  |  |  |  |  |  |  |  |  |  |                                             |  |  |  |
| | 22. Gaston II xứ Foix-Candale              |  |  |  |  |  |  |  |  |  |  |  |                                             |  |  |  |
| |                                            |  |  |  |  |  |  |  |  |  |  |  |                                             |  |  |  |
| |                                            |  |  |  |  |  |  |  |  |  |  |  |                                             |  |  |  |
| |                                            |  |  |  |  |  |  |  |  |  |  |  |                                             |  |  |  |
| | 11. Anne xứ Foix-Candale                   |  |  |  |  |  |  |  |  |  |  |  |                                             |  |  |  |
| |                                            |  |  |  |  |  |  |  |  |  |  |  |                                             |  |  |  |
| |                                            |  |  |  |  |  |  |  |  |  |  |  |                                             |  |  |  |
| |                                            |  |  |  |  |  |  |  |  |  |  |  |                                             |  |  |  |
| | 23. Catherine xứ Foix                      |  |  |  |  |  |  |  |  |  |  |  |                                             |  |  |  |
| |                                            |  |  |  |  |  |  |  |  |  |  |  |                                             |  |  |  |
| |                                            |  |  |  |  |  |  |  |  |  |  |  |                                             |  |  |  |
| |                                            |  |  |  |  |  |  |  |  |  |  |  |                                             |  |  |  |
| | 1. Elisabeth của Áo                        |  |  |  |  |  |  |  |  |  |  |  |                                             |  |  |  |
| |                                            |  |  |  |  |  |  |  |  |  |  |  |                                             |  |  |  |
| |                                            |  |  |  |  |  |  |  |  |  |  |  |                                             |  |  |  |
| |                                            |  |  |  |  |  |  |  |  |  |  |  |                                             |  |  |  |
| | 24. Maximilian I của Thánh chế La Mã (=16) |  |  |  |  |  |  |  |  |  |  |  |                                             |  |  |  |
| |                                            |  |  |  |  |  |  |  |  |  |  |  |                                             |  |  |  |
| |                                            |  |  |  |  |  |  |  |  |  |  |  |                                             |  |  |  |
| |                                            |  |  |  |  |  |  |  |  |  |  |  |                                             |  |  |  |
| | 12. Philipp của Áo (= 8)                   |  |  |  |  |  |  |  |  |  |  |  |                                             |  |  |  |
| |                                            |  |  |  |  |  |  |  |  |  |  |  |                                             |  |  |  |
| |                                            |  |  |  |  |  |  |  |  |  |  |  |                                             |  |  |  |
| |                                            |  |  |  |  |  |  |  |  |  |  |  |                                             |  |  |  |
| | 25. Marie I xứ Bourgogne (=17)             |  |  |  |  |  |  |  |  |  |  |  |                                             |  |  |  |
| |                                            |  |  |  |  |  |  |  |  |  |  |  |                                             |  |  |  |
| |                                            |  |  |  |  |  |  |  |  |  |  |  |                                             |  |  |  |
| |                                            |  |  |  |  |  |  |  |  |  |  |  |                                             |  |  |  |
| | 6. Karl V của Thánh chế La Mã              |  |  |  |  |  |  |  |  |  |  |  |                                             |  |  |  |
| |                                            |  |  |  |  |  |  |  |  |  |  |  |                                             |  |  |  |
| |                                            |  |  |  |  |  |  |  |  |  |  |  |                                             |  |  |  |
| |                                            |  |  |  |  |  |  |  |  |  |  |  |                                             |  |  |  |
| | 26. Ferrando II của Aragón (=18, 30)       |  |  |  |  |  |  |  |  |  |  |  |                                             |  |  |  |
| |                                            |  |  |  |  |  |  |  |  |  |  |  |                                             |  |  |  |
| |                                            |  |  |  |  |  |  |  |  |  |  |  |                                             |  |  |  |
| |                                            |  |  |  |  |  |  |  |  |  |  |  |                                             |  |  |  |
| | 13. Juana I của Castilla (= 9)             |  |  |  |  |  |  |  |  |  |  |  |                                             |  |  |  |
| |                                            |  |  |  |  |  |  |  |  |  |  |  |                                             |  |  |  |
| |                                            |  |  |  |  |  |  |  |  |  |  |  |                                             |  |  |  |
| |                                            |  |  |  |  |  |  |  |  |  |  |  |                                             |  |  |  |
| | 27. Isabel I của Castilla (=19, 31)        |  |  |  |  |  |  |  |  |  |  |  |                                             |  |  |  |
| |                                            |  |  |  |  |  |  |  |  |  |  |  |                                             |  |  |  |
| |                                            |  |  |  |  |  |  |  |  |  |  |  |                                             |  |  |  |
| |                                            |  |  |  |  |  |  |  |  |  |  |  |                                             |  |  |  |
| | 3. María của Tây Ban Nha                   |  |  |  |  |  |  |  |  |  |  |  |                                             |  |  |  |
| |                                            |  |  |  |  |  |  |  |  |  |  |  |                                             |  |  |  |
| |                                            |  |  |  |  |  |  |  |  |  |  |  |                                             |  |  |  |
| |                                            |  |  |  |  |  |  |  |  |  |  |  |                                             |  |  |  |
| | 28. Fernando của Bồ Đào Nha                |  |  |  |  |  |  |  |  |  |  |  |                                             |  |  |  |
| |                                            |  |  |  |  |  |  |  |  |  |  |  |                                             |  |  |  |
| |                                            |  |  |  |  |  |  |  |  |  |  |  |                                             |  |  |  |
| |                                            |  |  |  |  |  |  |  |  |  |  |  |                                             |  |  |  |
| | 14. Manuel I của Bồ Đào Nha                |  |  |  |  |  |  |  |  |  |  |  |                                             |  |  |  |
| |                                            |  |  |  |  |  |  |  |  |  |  |  |                                             |  |  |  |
| |                                            |  |  |  |  |  |  |  |  |  |  |  |                                             |  |  |  |
| |                                            |  |  |  |  |  |  |  |  |  |  |  |                                             |  |  |  |
| | 29. Beatriz của Bồ Đào Nha                 |  |  |  |  |  |  |  |  |  |  |  |                                             |  |  |  |
| |                                            |  |  |  |  |  |  |  |  |  |  |  |                                             |  |  |  |
| |                                            |  |  |  |  |  |  |  |  |  |  |  |                                             |  |  |  |
| |                                            |  |  |  |  |  |  |  |  |  |  |  |                                             |  |  |  |
| | 7. Isabel của Bồ Đào Nha                   |  |  |  |  |  |  |  |  |  |  |  |                                             |  |  |  |
| |                                            |  |  |  |  |  |  |  |  |  |  |  |                                             |  |  |  |
| |                                            |  |  |  |  |  |  |  |  |  |  |  |                                             |  |  |  |
| |                                            |  |  |  |  |  |  |  |  |  |  |  |                                             |  |  |  |
| | 30. Ferrando II của Aragón (=18, 26)       |  |  |  |  |  |  |  |  |  |  |  |                                             |  |  |  |
| |                                            |  |  |  |  |  |  |  |  |  |  |  |                                             |  |  |  |
| |                                            |  |  |  |  |  |  |  |  |  |  |  |                                             |  |  |  |
| |                                            |  |  |  |  |  |  |  |  |  |  |  |                                             |  |  |  |
| | 15. María của Aragón và Castilla           |  |  |  |  |  |  |  |  |  |  |  |                                             |  |  |  |
| |                                            |  |  |  |  |  |  |  |  |  |  |  |                                             |  |  |  |
| |                                            |  |  |  |  |  |  |  |  |  |  |  |                                             |  |  |  |
| |                                            |  |  |  |  |  |  |  |  |  |  |  |                                             |  |  |  |
| | 31. Isabel I của Castilla (=19, 27)        |  |  |  |  |  |  |  |  |  |  |  |                                             |  |  |  |
| |                                            |  |  |  |  |  |  |  |  |  |  |  |                                             |  |  |  |
| |                                            |  |  |  |  |  |  |  |  |  |  |  |                                             |  |  |  |